# متحف ترولان
متحف ترولان (بالإندونيسية: Museum Trowulan) هو متحف أثري يقع في ترولان موجوكيرتو في جاوة الشرقية إندونيسيا. تم بناء المتحف لإيواء القطع الأثرية والنتائج الأثرية المكتشفة حول ترولان ومحيطها. يعد الموقع من أهم المواقع في إندونيسيا فيما يتعلق بتتبع تاريخ ماجاباهيت.
نشأت معظم مجموعات المتاحف من عصر ماجاباهيت ، إلا أن المجموعات غطت أيضًا عصر ممالك كاهوريبان وكديري وسنغازاري في جاوة الشرقية. يقع المتحف على الجانب الغربي من كولام سيغاران. متحف ترولان لديه أكبر مجموعة من آثار مملكة ماجاباهيت في إندونيسيا.

## التاريخ
يتشابك تاريخ متحف ترولان مع موقع ترولان الأثري نفسه. تم اكتشاف أطلال المدينة القديمة في ترولان بحلول القرن التاسع عشر. أبلغ السير توماس ستامفورد رافلز حاكم جاوة من عام 1811 حتى عام 1816 عن وجود أطلال معابد منتشرة في أنحاء البلاد لعدة أميال. كان جزء كبير من المنطقة مغطى بغابة من خشب الساج الكثيفة في ذلك الوقت، مما جعل المسح التفصيلي صعبًا.
كانت الحاجة الملحة لمنع النهب والسرقة من موقع ترولان الأثري أحد الأسباب الرئيسية لبناء مبنى تخزين أثري بسيط أصبح متحف ترولان القديم. أسسها هنري ماكلين بونت المهندس المعماري وعلم الآثار الهولندي، وحاكم موخيرتو كانجينغ أديباتي أريو كرومودجوجو أدينيجورو.
تم افتتاح المتحف الجديد رسميًا عام 1987. يغطي هذا الموقع الجديد مساحة واسعة تبلغ حوالي 57.625 مترًا مربعًا، ويستوعب مجموعة متحف ترولان القديم، بالإضافة إلى معظم المنحوتات الحجرية التي كانت موجودة في متحف موجوكيرتو.
تم اقتراح متحف أحدث للمنطقة وتم اقتراح الموقع كمنطقة للتراث العالمي.

## المجموعات
لا يضم المتحف اليوم فقط الآثار الأثرية من عصر ماجاباهيت، بل يجمع ويعرض أيضًا مختلف الآثار الأثرية المكتشفة في جميع أنحاء شرق جاوة. من عهد الملك ايرلانجا كديري إلى عصر سينجاساري وماجاباهيت. كما تُعرض في المتحف مجموعات كبيرة من التماثيل الحجرية البوذية الهندوسية بالإضافة إلى فن ماجاباهيت تيراكوتا.